# Машинный ноль

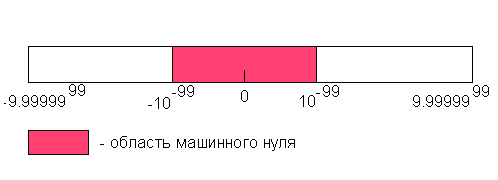
Представление машинного нуля в числах с плавающей запятой при двузначном порядке

Машинный ноль (Машинный нуль) — числовое значение с таким отрицательным порядком, которое воспринимается машиной как ноль.
Машинный эпсилон (англ. Machine epsilon) — числовое значение, меньше которого невозможно задавать относительную точность для любого алгоритма, возвращающего вещественные числа. Абсолютное значение «машинного эпсилон» зависит от разрядности сетки применяемой ЭВМ, типа (разрядности) используемых при расчетах чисел, и от принятой в конкретном трансляторе структуры представления вещественных чисел (количества бит, отводимых на мантиссу и на порядок). Формально машинный эпсилон обычно определяют как минимальное из чисел ε, для которого 1+ε>1 при машинных расчетах с числами данного типа. Альтернативное определение — максимальное ε, для которого справедливо равенство 1+ε=1.
Практическая важность машинного эпсилон связана с тем, что два (отличных от нуля) числа являются одинаковыми с точки зрения машинной арифметики, если их относительная разность по модулю меньше (при определении первого типа) или не превосходит (при определении второго типа) машинного эпсилон.

## В языках программирования

### Язык Си
В языке Си существуют предельные константы FLT_EPSILON, DBL_EPSILON и LDBL_EPSILON являющиеся «машинными эпсилон», соответствующими первому определению: FLT_EPSILON = 2−23 ≈ 1.19e-07 — это машинный эпсилон для чисел типа float (32 бита), DBL_EPSILON = 2−52 ≈ 2.20e-16 — для типа double (64 бита), и LDBL_EPSILON = 2−63 ≈ 1.08e-19 — для типа long double (80 бит). При альтернативном определении соответствующие машинные эпсилон будут вдвое меньше: 2−24 , 2−53 и 2−64 .В некоторых компиляторах Си (например gcc, Intel’s C/C++ compiler) допускается использование переменных четверной точности (_float128, _Quad). Соответствующие машинные эпсилон равны 2−112 ≈ 1.93e-34 и 2−113 ≈ 9.63e-35.

## Пример
Пример вычисления машинного эпсилона (не путать с машинным нулём) на языке Си.
```
float
 
macheps
(
void
)

{

	
float
 
e
 
=
 
1.0f
;

	
while
 
(
1.0f
 
+
 
e
 
/
 
2.0f
 
>
 
1.0f
)

		
e
 
/=
 
2.0f
;

	
return
 
e
;

}

```

Пример на языке C++.
```
#
 
include
 
<iostream>

#
 
include
 
<stdint.h>

#
 
include
 
<iomanip>

template
<
typename
 
float_t
,
 
typename
 
int_t
>

float_t
 
machine_eps
()

{

	
union

	
{

		
float_t
 
f
;

		
int_t
   
i
;

	
}
 
one
,
 
one_plus
,
 
little
,
 
last_little
;

	
one
.
f
    
=
 
1.0
;

	
little
.
f
 
=
 
1.0
;

	
last_little
.
f
 
=
 
little
.
f
;

	
while
(
true
)

	
{

		
one_plus
.
f
 
=
 
one
.
f
;

		
one_plus
.
f
 
+=
 
little
.
f
;

		
if
(
 
one
.
i
 
!=
 
one_plus
.
i
 
)

		
{

			
last_little
.
f
 
=
 
little
.
f
;

			
little
.
f
 
/=
 
2.0
;

		
}

		
else

		
{

			
return
 
last_little
.
f
;

		
}

	
}

}

int
 
main
()

{

	
std
::
cout
 
<<
 
"machine epsilon:
\n
"
;

	
std
::
cout
 
<<
 
"float: "
 
<<
 
std
::
setprecision
(
18
)
<<
 
machine_eps
<
float
,
 
uint32_t
>
()
 
<<
 
std
::
endl
;

	
std
::
cout
 
<<
 
"double: "
 
<<
 
std
::
setprecision
(
18
)
 
<<
 
machine_eps
<
double
,
 
uint64_t
>
()
 
<<
 
std
::
endl
;

}

```

Пример на Python
```
def
 
machineEpsilon
(
func
=
float
):

    
machine_epsilon
 
=
 
func
(
1
)

    
while
 
func
(
1
)
+
func
(
machine_epsilon
)
 
!=
 
func
(
1
):

        
machine_epsilon_last
 
=
 
machine_epsilon

        
machine_epsilon
 
=
 
func
(
machine_epsilon
)
 
/
 
func
(
2
)

    
return
 
machine_epsilon_last

```

Вывод может быть таким (с использованием IPython):
```
In [1]: machineEpsilon(int)
Out[1]: 1
```

```
In [2]: machineEpsilon(float)
Out[2]: 2.2204460492503131e-16
```

```
In [3]: machineEpsilon(complex)
Out[3]: (2.2204460492503131e-16+0j)
```